# Maisons de la culture de Montréal

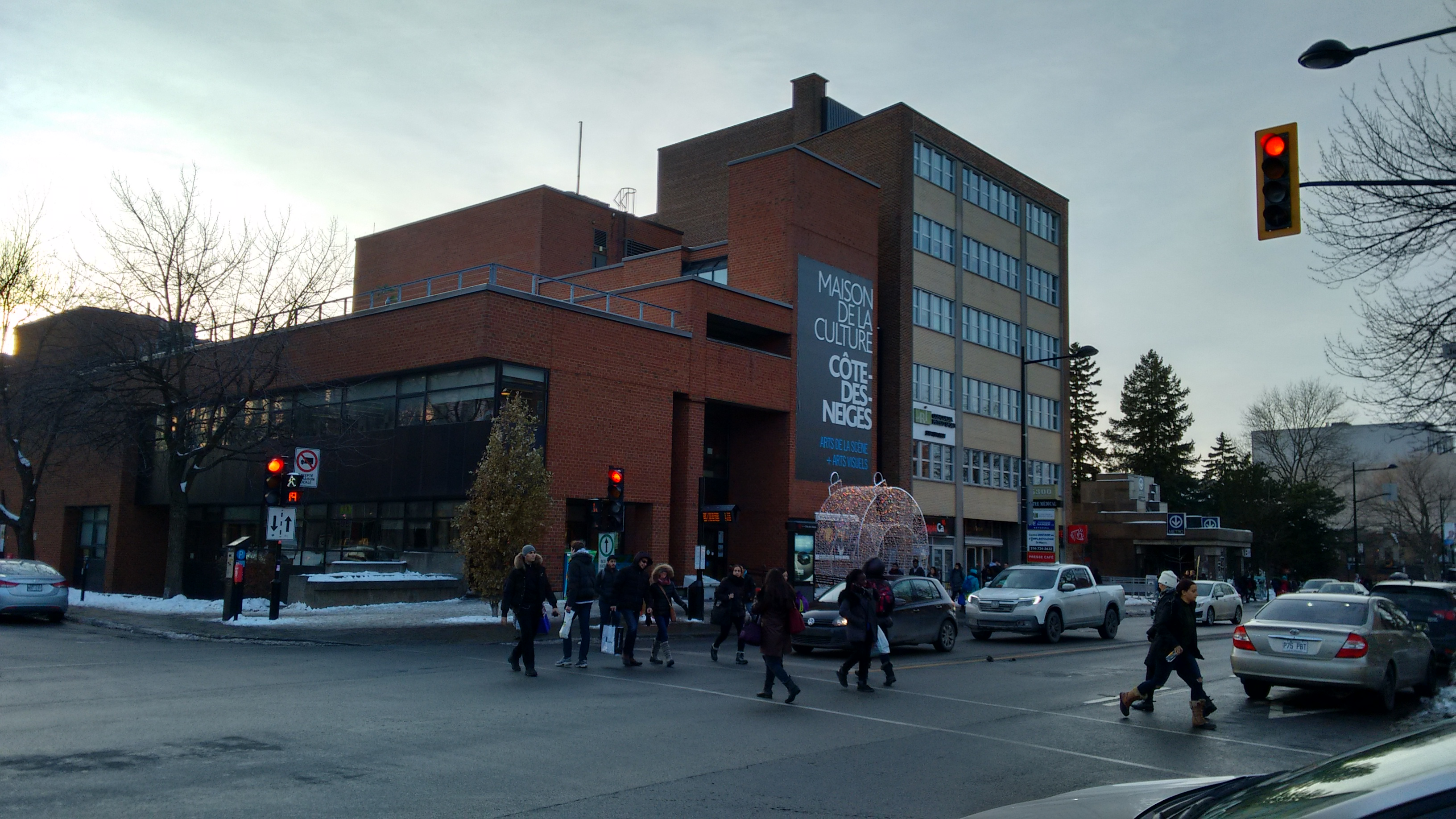
La maison de la culture de Côte-des-Neiges dans l'arrondissement Côte-des-Neiges–Notre-Dame-de-Grâce.

Les Maisons de la culture de Montréal sont des lieux de présentation et de diffusion artistique et culturelle sur le territoire de la ville de Montréal, au Québec (Canada). Administrées par la Ville de Montréal, elles forment un réseau de 12 maisons de la culture avec plus de 60 points de service, éparpillés au sein des 19 arrondissements de la métropole. Ses activités comprennent des spectacles et expositions, des activités culturelles de toutes sortes et des projets avec la population et des artistes, notamment en danse, théâtre, musique, arts visuels, visites guidées et cinéma. 

## Description
La Ville de Montréal est gestionnaire du plus important réseau municipal de diffusion culturelle au Québec et au Canada : le réseau des douze (12) maisons de la culture. Cet ensemble d'équipements collectifs permet de rendre la culture présente et accessible partout sur le territoire montréalais. 
En s'inspirant du concept français de maison de la culture, la Ville de Montréal prend la décision de créer le réseau des Maisons de la culture à Montréal en 1979. Le 27 octobre 1981, le maire Jean Drapeau inaugure la première maison de la culture à Montréal, dans le quartier Hochelaga-Maisonneuve. La maison de la culture de Montréal comprend deux fonctions essentielles : la fonction de bibliothèque et la fonction de diffusion culturelle. Sur le plan culturel, elles offrent une programmation d'événements, de spectacles et d'expositions pour lesquels l'entrée est gratuite ou payante. 
Depuis 2002, ce réseau s'est agrandi et comporte maintenant 24 diffuseurs (dont deux diffuseurs métropolitains : la Chapelle historique du Bon-Pasteur et le Théâtre de Verdure) dans les 19 arrondissements de Montréal. Il porte le nom de Réseau Accès culture. Ses membres sont par exemple : Théâtre Outremont, Salle Jean-Grimaldi, L'Entrepôt, Centre culturel de Verdun. En 2010, un diagnostic est posé et un plan d'action établi pour une durée de quatre ans par la Ville de Montréal. Des recommandations d'action ont été déposées au comité exécutif de la Ville de Montréal en septembre 2010.
Le réseau des maisons de la culture représente un appui significatif au milieu culturel et aux artistes et s'avère un banc d'essai performant pour les jeunes artistes professionnels, la recherche artistique et le développement disciplinaire. De plus, il prolonge la carrière de spectacles, d'expositions et d'activités culturelles assurant une diffusion accrue du travail des créateurs et des producteurs montréalais.

## Réseau
Le réseau des Maisons de la culture de Montréal est composé de 12 maisons de la culture :

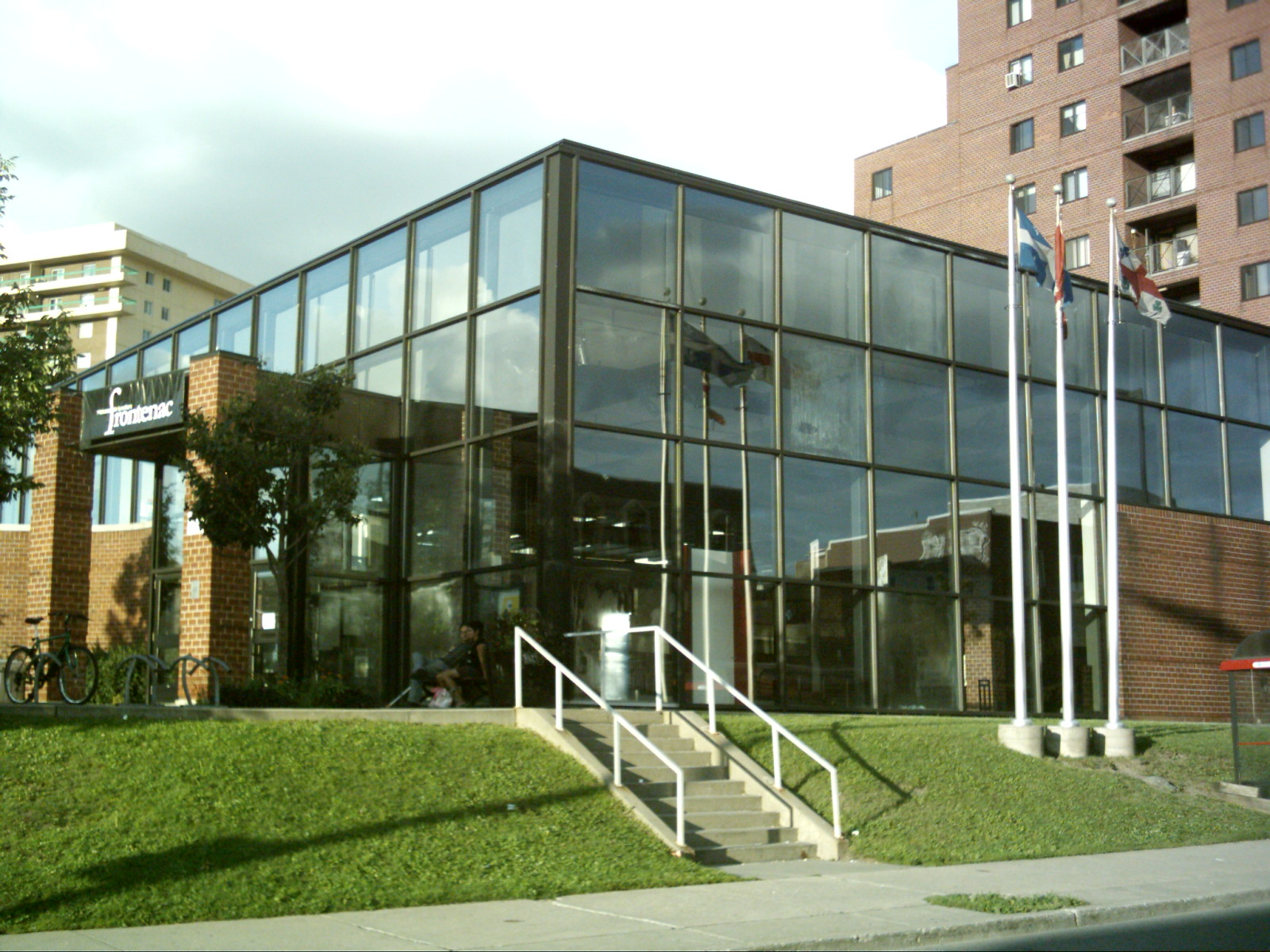
La maison de la culture Janine-Sutto, située dans l'arrondissement Ville-Marie.

- Maison de la culture Maisonneuve (1981)
- Maison de la culture Marie-Uguay (1982)
- Maison de la culture de Côte-des-Neiges (1983)
- Maison de la culture du Plateau-Mont-Royal (1984)
- Maison de la culture Notre-Dame-de-Grâce (1984)
- Maison de la culture de Rosemont–La Petite-Patrie (1986)
- Maison de la culture Janine-Sutto (1989)
- Maison de la culture Mercier (1989)
- Maison de la culture Ahuntsic (1999)
- Maison de la culture Pointe-aux-Trembles (2001)
- Maison de la culture Claude-Léveillée (2007)
- Chapelle historique du Bon-Pasteur